# New Kid in Town
"New Kid in Town", skriven av J.D. Souther, Don Henley och Glenn Frey, är en sång av rockgruppen Eagles från USA, från deras album "Hotel California" från 1976. Den släpptes 1976 även på singel, och blev en hit #1 i USA, och #20 i Storbritannien. Den 27 februari 1977 nådde den Billboardlistans #1. Glenn Frey sjunger, medan Don Henley sjunger harmonisång.  Randy Meisner spelar guitarrón mexicano, och Joe Walsh spelar elpiano och orgel.
1977 vann Eagles en Grammy för "Bästa röst" med sången "New Kid in Town".
År 1977 gjorde den finlandssvenska musikgruppen Cumulus en cover på låten med titeln "En främling i stan".

## Medverkande
- Glenn Frey: Sång, akustisk gitarr
- Don Henley: Trummor, slagverk, bakgrundssång
- Don Felder: Sologitarr
- Joe Walsh: Elpiano, orgel
- Randy Meisner: Guitarrón mexicano, bakgrundssång

## Listplaceringar
| Lista (1976)                                        | Topplacering |
| --------------------------------------------------- | ------------ |
| Amerikanska Billboard Hot 100                       | 1            |
| Amerikanska Billboard Hot Adult Contemporary Tracks | 2            |
| Amerikanska Billboard Hot Country Singles           | 43           |
| Kanadensiska RPM Top Singles                        | 1            |
| Kanadensiska RPM Adult Contemporary Tracks          | 2            |
| Kanadensiska RPM Country Tracks                     | 12           |
| Brittiska singellistan                              | 20           |

## Coverversioner
- Countrysångerskan Trisha Yearwood från USA spelade in en cover på sången på coveralbumet "Common Thread: The Songs of The Eagles" från 1993.
- Den svenska pop- och countrysångerskan Kikki Danielsson spelade in en cover på sången på sitt album "I dag & i morgon" från 2006.

Den här artikeln är helt eller delvis baserad på material från engelskspråkiga Wikipedia.